# Viola grayi
Viola grayi Franch. & Sav. – gatunek roślin z rodziny fiołkowatych (Violaceae). Występuje endemicznie w Japonii – na Honsiu i w południowo-zachodniej części Hokkaido. 

## Morfologia

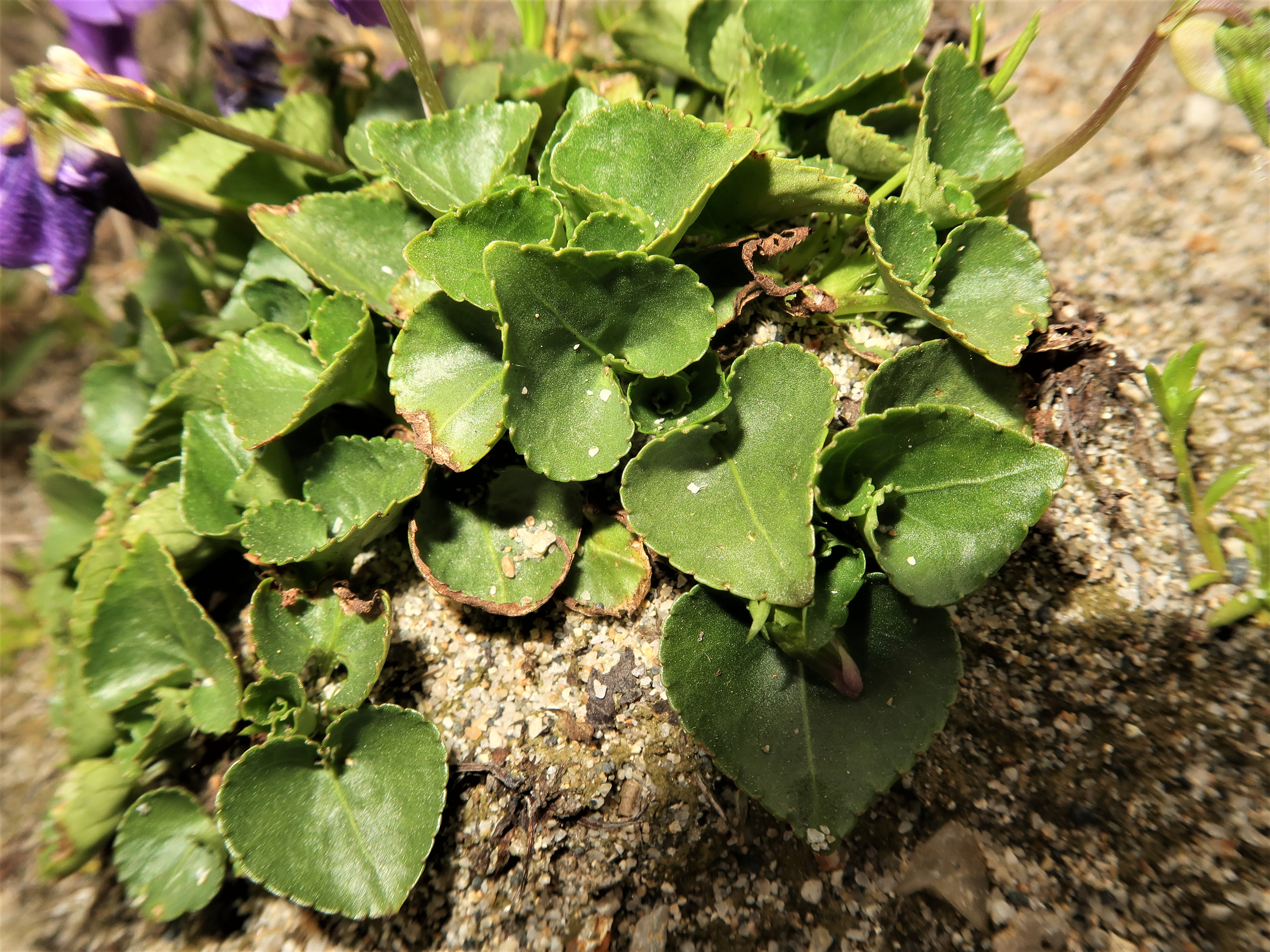
Liście

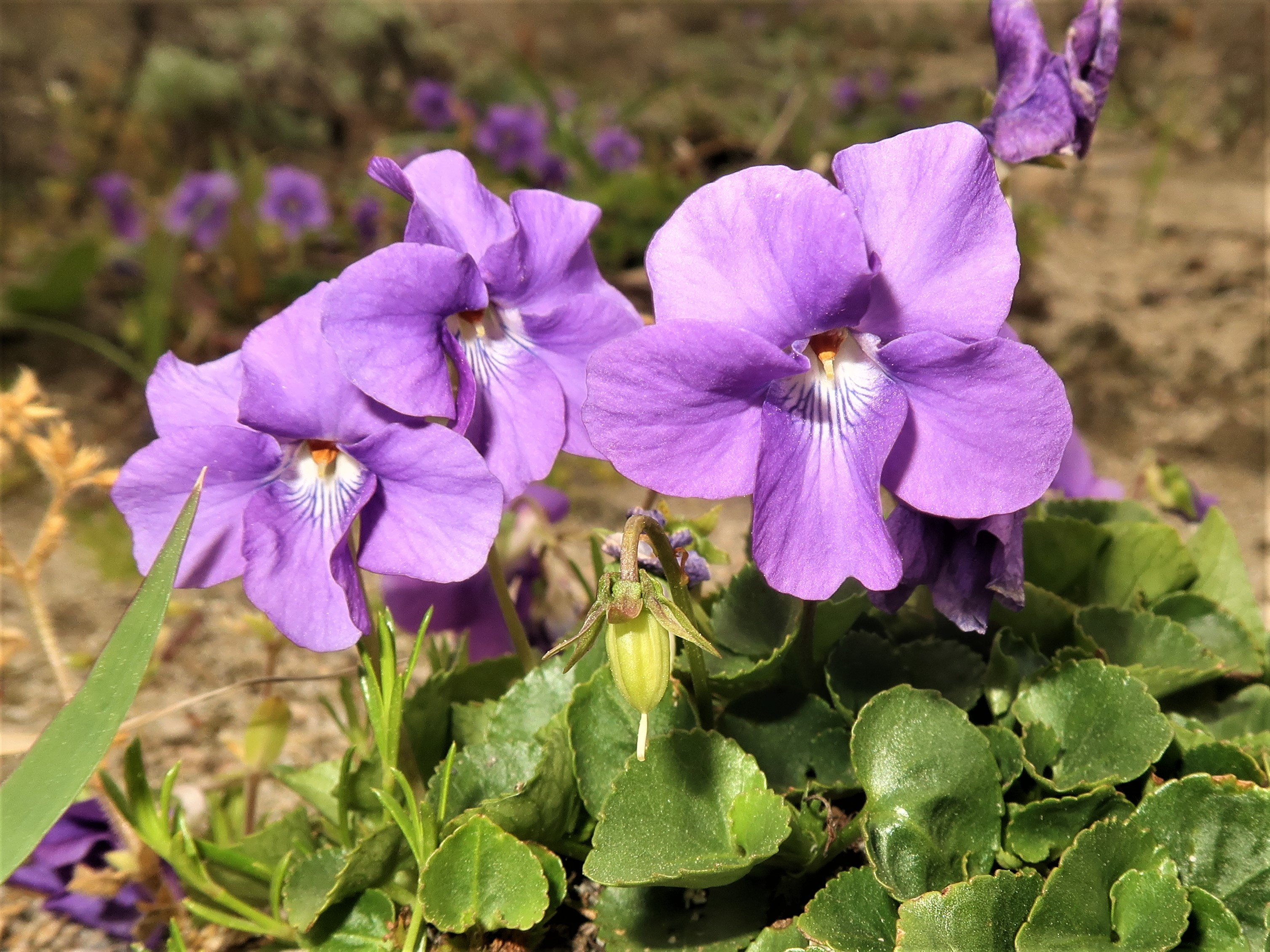
Kwiaty

PokrójBylina dorastająca do 5–10 cm wysokości, tworzy kłącza.
LiścieBlaszka liściowa ma sercowaty kształt. Mierzy 1,5–3 cm długości oraz 1,5–3 cm szerokości, jest karbowana na brzegu, ma sercowatą nasadę i spiczasty lub ostry wierzchołek. Ogonek liściowy jest nagi i ma 3–5 cm długości. Przylistki są pierzaste.
KwiatyPojedyncze, wyrastające z kątów pędów. Mają działki kielicha o lancetowatym kształcie. Płatki są odwrotnie jajowate, mają purpurową barwę oraz 13–15 mm długości, dolny płatek posiada obłą ostrogę o długości 5 mm.

## Biologia i ekologia
Rośnie na wybrzeżu; na murawach i terenach piaszczystych. 